# Sesto San Giovanni

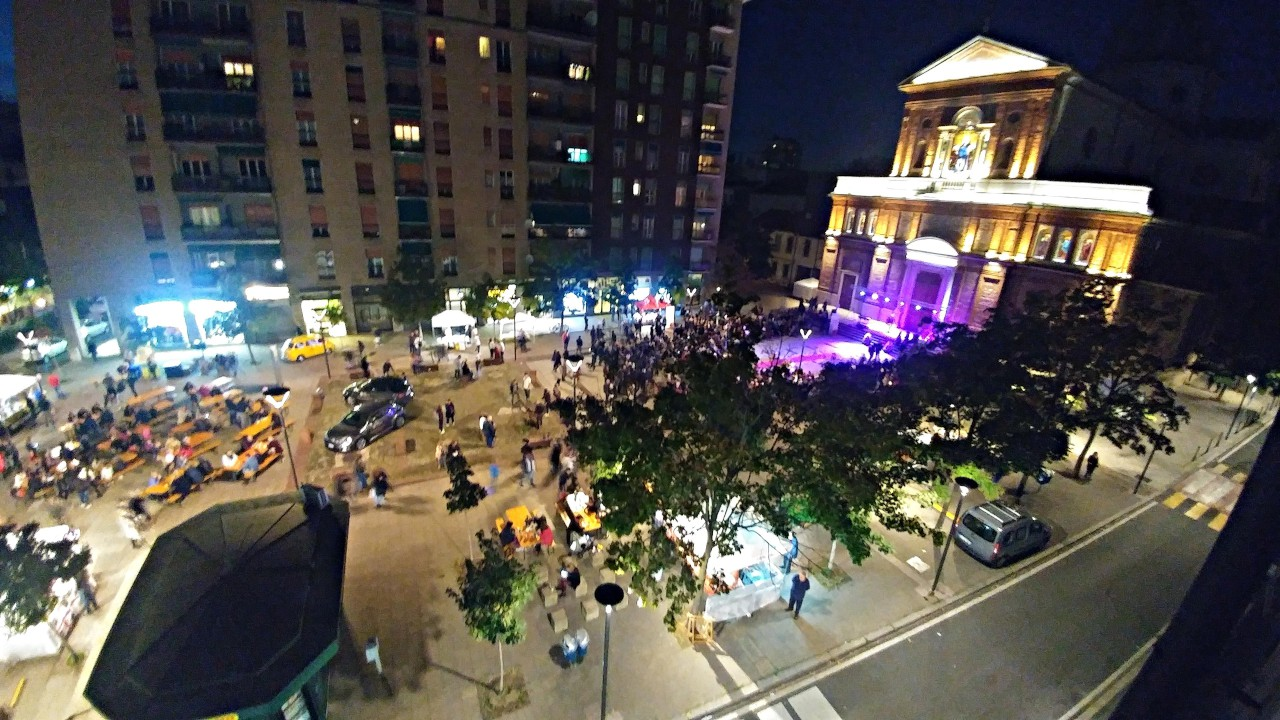
Vista dall'alto della centrale Piazza Don Luigi Petazzi durante un evento. Sulla destra la basilica di Santo Stefano.

Sesto San Giovanni (Sest San Gioann in dialetto milanese, AFI: [ˈsɛst sã dʒuˈ(w)an]; storicamente in milanese anche Sest de Monscia) è un comune italiano di 78 943 abitanti della città metropolitana di Milano in Lombardia. Comune più popoloso della città metropolitana dopo Milano, con cui è conurbato, è l'ottavo a livello regionale e il sessantanovesimo d'Italia, e fa parte del territorio del Nord Milano.
Il nome del comune si compone di Sesto, a indicare la distanza in miglia da Milano lungo un'antica strada romana che collegava Milano e Monza (ad sextum lapidem, ovvero presso la sesta pietra miliare ovvero Al sesto miglio (VI)) e San Giovanni, indicazione introdotta a partire dal 1100, per rendere chiara la dipendenza di Sesto dalla Basilica di San Giovanni a Monza e dal suo territorio, la Corte di Monza.
Nel XX secolo è stata sede di una delle più grandi ed estese concentrazioni industriali d'Italia, con stabilimenti metallurgici, elettronici ed elettrotecnici; nello stesso secolo erano fiorenti anche l'industria tessile e la produzione libraria e della carta. Per la grande presenza di strutture industriali pesanti, e la conseguente concentrazione di un gran numero di operai di ideologia comunista, la città divenne conosciuta nel periodo dello sviluppo economico dell'Italia nel secondo dopoguerra, come la "Stalingrado d'Italia".

## Geografia fisica

### Territorio

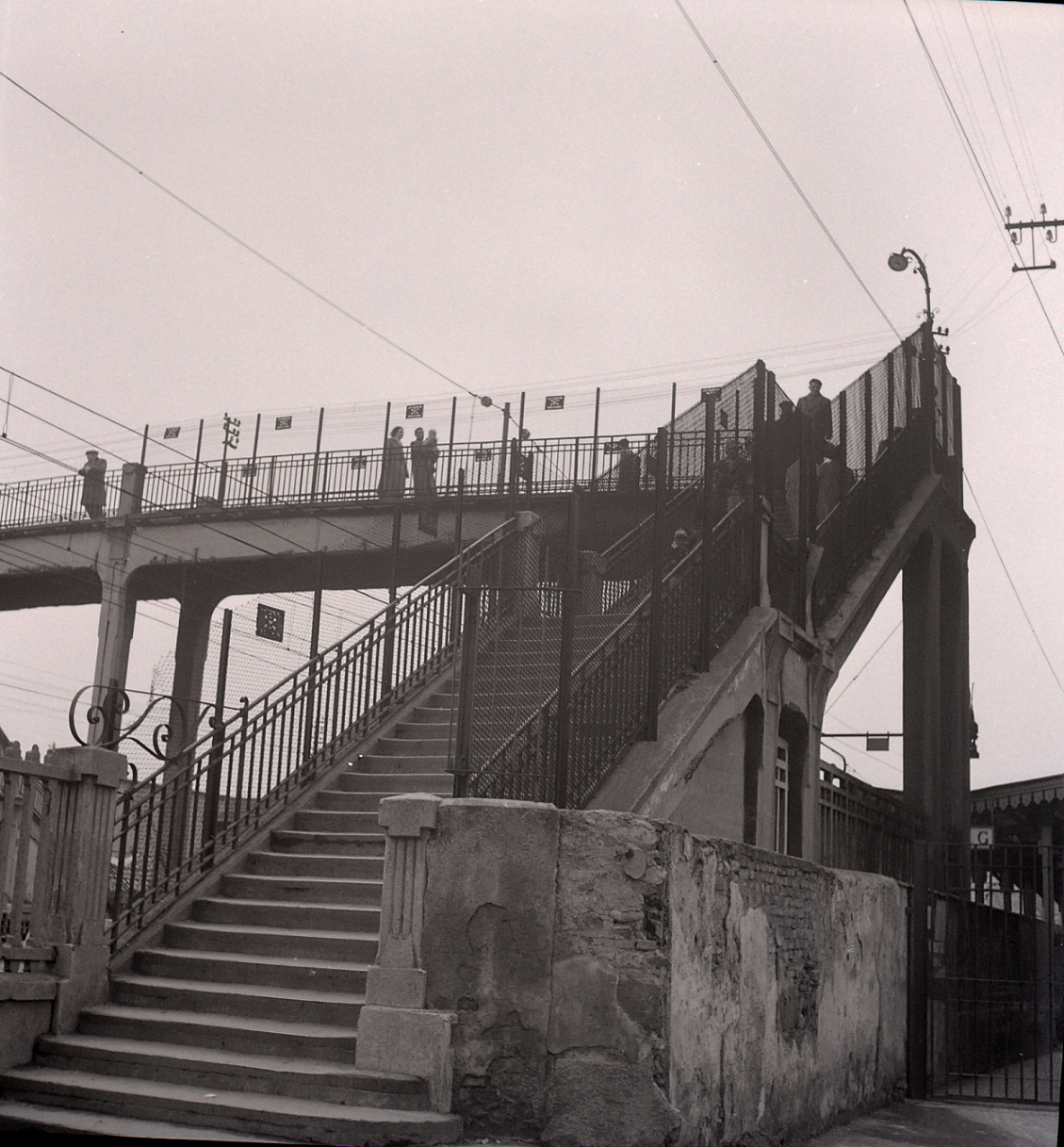
Un ponte pedonale sulla ferrovia che taglia in due Sesto, successivamente demolito, foto di Paolo Monti.

Il comune di Sesto San Giovanni si sviluppa su un territorio di circa 12 km² ad un'altitudine che va dai 147 metri s.l.m. a nord in corrispondenza della dell'autostrada A4 Milano-Bergamo, ai 126 metri s.l.m. a sud-est, nell'ansa di territorio comunale dove il fiume Lambro interseca il Naviglio della Martesana. Il comune confina a nord con il comune di Monza, a est con i comuni di Cologno Monzese e Brugherio, a sud con il comune di Milano e a ovest con i comuni di Cinisello Balsamo e Bresso. Sesto è inserita nell'area metropolitana di Milano e non presenta soluzione di continuità con il capoluogo, del quale è la naturale prosecuzione. Il territorio comunale è intersecato in direzione nord-sud dalla rete ferroviaria. A est della ferrovia, oltre al centro storico, si trovano le grandi aree ex-industriali. Lungo buona parte del confine orientale del comune scorre il fiume Lambro, mentre a sud-est un breve tratto del confine del territorio comunale è tracciato dal Naviglio della Martesana.

### Clima
Dal punto di vista legislativo il comune di Sesto San Giovanni ricade nella Classificazione climatica E: i gradi giorno della città sono 2404. La diffusività atmosferica è alta (> 2000 m). In città è installata una centralina di rilevazione della qualità dell'aria, collegata all'Agenzia regionale per la protezione ambientale della regione Lombardia. La centralina rileva i livelli di diossido di azoto e monossido di carbonio presenti nell'aria.
| Sesto San Giovanni  | Mesi | Mesi | Mesi | Mesi | Mesi | Mesi | Mesi | Mesi | Mesi | Mesi | Mesi | Mesi | Stagioni | Stagioni | Stagioni | Stagioni | Anno  |
| Sesto San Giovanni  | Gen  | Feb  | Mar  | Apr  | Mag  | Giu  | Lug  | Ago  | Set  | Ott  | Nov  | Dic  | Inv      | Pri      | Est      | Aut      | Anno  |
| ------------------- | ---- | ---- | ---- | ---- | ---- | ---- | ---- | ---- | ---- | ---- | ---- | ---- | -------- | -------- | -------- | -------- | ----- |
| T. max. media (°C)  | 4,8  | 7,9  | 13,1 | 18,0 | 22,5 | 26,1 | 28,8 | 27,4 | 23,8 | 17,4 | 10,8 | 6,0  | 6,2      | 17,9     | 27,4     | 17,3     | 17,2  |
| T. min. media (°C)  | −1   | 0,7  | 4,0  | 7,8  | 11,8 | 15,4 | 17,9 | 17,3 | 14,3 | 9,2  | 4,3  | 0,4  | 0,0      | 7,9      | 16,9     | 9,3      | 8,5   |
| Precipitazioni (mm) | 59   | 62   | 78   | 91   | 98   | 97   | 70   | 93   | 82   | 116  | 108  | 69   | 190      | 267      | 260      | 306      | 1 023 |

## Storia

### Dalle origini al XVIII secolo

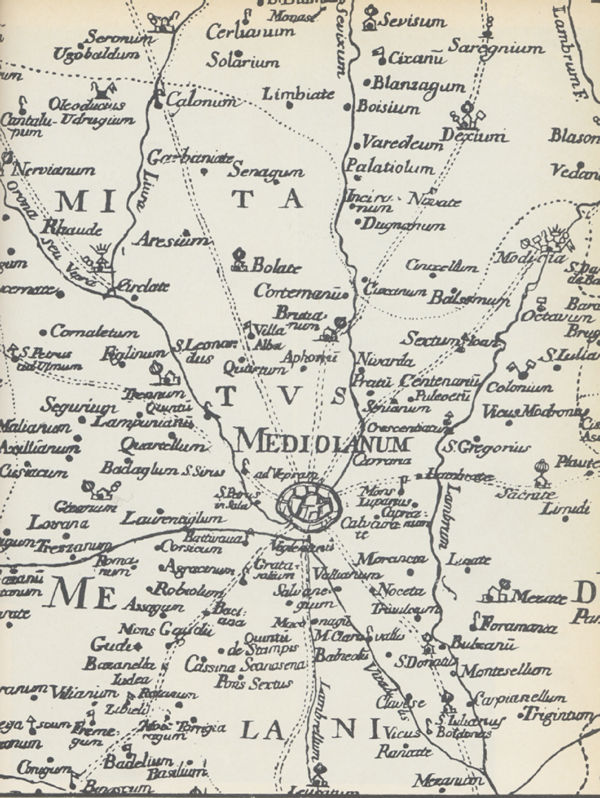
Dettaglio di una mappa del 1790 circa, dove è indicata Sextum.

Da Sesto, in epoca romana, passavano la strada romana via Spluga, strada romana che metteva in comunicazione Mediolanum con Lindau passando dal passo dello Spluga passando da Clavenna (Chiavenna). Nato probabilmente come agglomerato di case contadine, fondato dai romani, Sesto rimane un minuscolo borgo fino all'Ottocento. Alcune fonti attribuiscono la fondazione del primo borgo ai Longobardi, giunti in Italia fra il 568 e il 569 d.C. Di sicuro, questa popolazione fu una presenza fissa e dominò il territorio di Sesto: il borgo di Cassina de' Gatti in origine si chiamava Sundro, dal termine longobardo sundrium (terreno mantenuto e lavorato dai padroni per conto proprio e con l'opera di servi). Il nome Sesto è dato dalla distanza in miglia della Via Aurea dalla Milano del periodo romano, mentre l'ipotesi più accreditata per l'appellativo San Giovanni è del 1100, quando fu aggiunto ad indicare la dipendenza del territorio sestese alla Basilica di San Giovanni a Monza. Ma già un secolo prima alcuni documenti riportano l'appellativo Giovanni: Sexto qui dicitur Johannis in un documento del 1007. Durante tutto il medioevo, il comune era conosciuto come Sesto Zohanno, Sesto Zane o più frequentemente Sesto Johanno.
Le primissime notizie storiche relative a Sesto risalgono al IX secolo e testimoniano l'importanza del paese a cui facevano riferimento, per questioni legali o notarili, gli allora comuni limitrofi, Cinexellum, Balsamum o Colonia. Anche il fatto che già allora vi fossero sul territorio sei chiese denota la rilevanza di Sesto e la sua vastità di territorio e popolazione rispetto ai borghi confinanti. Intorno all'anno 1000 fu "terra fortificata" e disponeva di un vallo difensivo e di un castello piuttosto grande, non espressione della potenza di un feudo, quanto della potenza di qualche famiglia privata.
Nel XIII secolo la sua parrocchiale era l'unica di rito ambrosiano soggetta al Duomo di Monza. Vi era presente un monastero dedicato a San Nicolao. Le prime testimonianze di un ordinamento comunale sono presenti in un documento del 1244 inserito negli Atti del Comune di Milano. In tale documento Sesto San Giovanni è citato come comune. Fu più volte interessata a fatti d'arme: nel 1259 Martino della Torre signore di Milano vi riunì l'esercito che si diresse poi verso Monza per sorprendervi Ezzelino da Romano che cercava di impadronirsi della Corona ferrea. L'11 giugno del 1323 fu il campo di Re Roberto forte di 30.000 fanti e 8.000 cavalieri, che si scontrò con Galeazzo e Marco Visconti. La vicina località della Bicocca degli Arcimboldi vide lo scontro tra i Visconti e i Torriani e successivamente nel 1522 una battaglia tra l'esercito imperiale condotto da Prospero Colonna e i Francesi comandati dal Lautrech. Negli "Statuti delle acque e delle strade del contado di Milano fatti nel 1346" Sesto San Giovanni risulta facente parte della corte di Monza. Il censimento del 1751 documenta che il comune contava 725 abitanti e veniva amministrato da consiglio generale, convocato almeno una volta all'anno. A metà del XVIII secolo il comune di Sesto San Giovanni era direttamente sottoposto alla giurisdizione del podestà di Milano. Nel 1771 gli abitanti di Sesto San Giovanni erano 1.682.

### XIX secolo

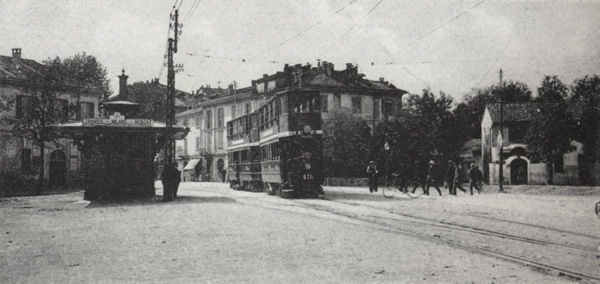
Un tram a due piani al Rondò, inizi del Novecento.

Nel 1809 al comune di Sesto San Giovanni furono annessi i comuni soppressi di Cassina de' Gatti e di Sant'Alessandro e la popolazione raggiunse 2.248 unità. La prima filanda viene aperta nel 1832 da Giuseppe Puricelli Guerra in un cortile della villa di famiglia, Villa Puricelli Guerra. Nel 1840 viene ammodernata con l'introduzione delle "bacinelle da macero" a vapore. Nei decenni seguenti altre se ne aggiungono: quella di Enrico Mylius, la Savini (poi Gaslini, in quanto acquisita dai nobili Gaslini, una famiglia proveniente da Milano), sulla vecchia strada per Monza, la De Ponti in via Vittorio Emanuele, la Gnocchi, la Chiavelli alla cascina Valdimagna. Nel 1878 le filande di Sesto San Giovanni sono sette e occupano 738 persone. Nel 1840 entra in funzione la seconda linea ferroviaria d'Italia dopo la Napoli-Portici, la Milano-Monza, che ha a Sesto una stazione intermedia. Nel 1876 viene inaugurata anche la tranvia Milano-Monza, parallela alla ferrovia, inizialmente a trazione equina, e in seguito elettrificata dalla società Edison nel 1901.
Insieme ai primissimi insediamenti industriali, è in questo secolo che vengono ampliate e costruite le ville destinate alle famiglie industriali di allora: ad esempio, la Villa Mylius, accanto a Villa Zorn, residenza di Enrico Mylius dall'inizio del XVIII secolo. Divenne un vivace salotto culturale, da cui passarono personalità come Carlo Cattaneo, Massimo d'Azeglio, Alessandro Manzoni e Vincenzo Monti. E sempre a villa Mylius, Barnaba Oriani condusse, dalla torretta della villa, parte dei suoi studi astronomici.
Nel 1861, con la costituzione del Regno d'Italia, il comune di Sesto contava 4.344 abitanti. Nel 1866 la frazione di Occhiate venne separata da Sesto e venne aggregata a Brugherio. Nel 1869, il comune soppresso di Cassina de' Gatti viene definitivamente unito al comune di Sesto San Giovanni. Nel 1880 Sesto contava circa 6.000 abitanti e disponeva già delle infrastrutture che ne favoriranno il successivo sviluppo.

### XX secolo
A cavallo tra Ottocento e Novecento Sesto conosce una forte crescita industriale e aprono diverse fabbriche con l'investimento di molti imprenditori milanesi. Per la forte presenza in città di industrie pesanti viene soprannominata la Piccola Manchester.
Le principali industrie sono Osva, Breda, Ercole Marelli, Magneti Marelli, Falck, Spadaccini, Gabbioneta, Campari, Garelli, Balconi. Con l'industrializzazione aumenta notevolmente il numero di abitanti (14.000 nel 1911) e molte aziende costruiscono alloggi per operai nella città.

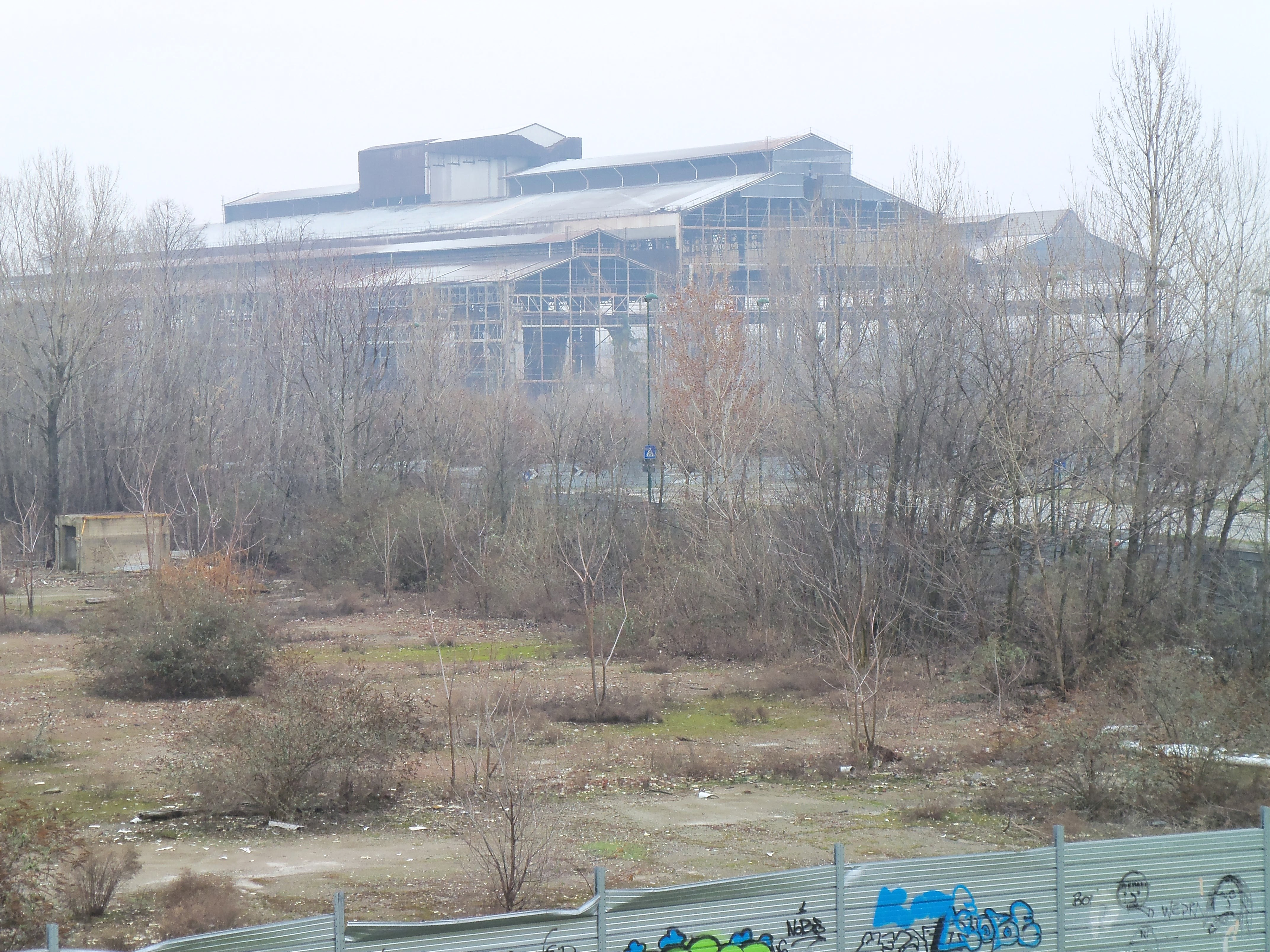
Una minuscola parte delle immense aree industriali dismesse di Sesto

La presenza operaia rende molto fervente l'attività politica sestese e il regime fascista faticherà molto ad imporsi, anzi non riuscirà mai ad imporsi seriamente. Nelle fabbriche si organizza una lotta clandestina contro il fascismo. Tuttavia fu grande l'entusiasmo durante la visita del duce nel 1934 alla Ercole Marelli, mentre ben più fredda fu l'accoglienza alla Falck. L'armistizio dell'8 settembre 1943 e la caduta del fascismo furono salutati dai sestesi con grandi manifestazioni di gioia, la militarizzazione dei lavoratori aveva causato molti problemi economici e sociali, sfociati nei grandi scioperi tra il 1942 e il 1943.
Al crollo del fascismo si introduce il controllo dei nazisti, ostacolato dalle formazioni Sap (Squadre di azione patriottica) che si riuniscono e si formano nelle varie fabbriche. Prende inizio la strenua resistenza contro i nazisti, le attività economiche si fermano quasi totalmente con l'ondata continua di scioperi del 1944 e 1945. Si susseguono arresti, deportazioni, fucilazioni e atti di sabotaggio e guerriglia.
Il 28 aprile 1945 gli alleati entrano a Sesto San Giovanni.
Sesto San Giovanni è tra le Città decorate al Valor Militare per la Guerra di Liberazione perché è stata insignita il 18 giugno 1971 della Medaglia d'Oro al Valor Militare per i sacrifici delle sue popolazioni e per la sua attività nella lotta partigiana durante la seconda guerra mondiale. A ricordo delle fasi della lotta di liberazione è stato eretto un monumento nella piazza della Resistenza antistante agli edifici del comune.

### LaStalingrado d'Italia

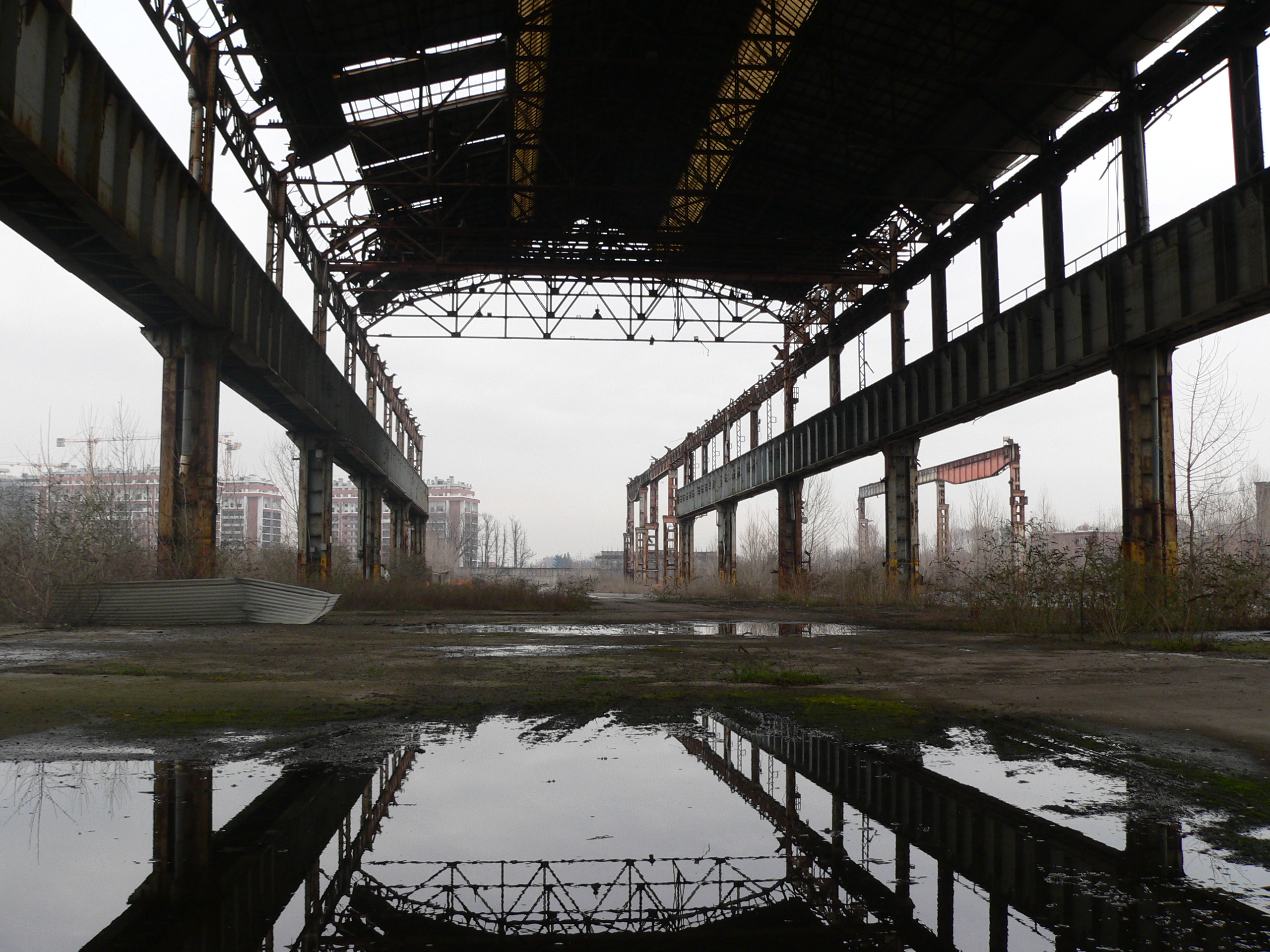
Il capannone bramme nella ex Falck Unione

I motivi del soprannome La Stalingrado d'Italia sono soprattutto di natura sociale e storica. Nel 1920, la massiccia presenza operaia e l'attività dei sindacati la rese incandescente, molte fabbriche vennero occupate e si temette per il mantenimento dell'ordine pubblico. L'avvento del fascismo vide il progressivo costituirsi di organizzazioni clandestine, che tra il 1942 e il 1944 diedero vita, nonostante il regime e l'occupazione nazista, a violenti scioperi che esitarono in arresti, fucilazioni e deportazioni. Alla fine della guerra la Stalingrado d'Italia attraversò un periodo di relativa calma, ma nel 1948, in occasione dell'attentato a Togliatti gli operai insorsero di nuovo. Gli anni 1950 e 1960 furono caratterizzati dalla massiccia immigrazione dal sud; la vittoria di formazioni di sinistra e centro-sinistra in occasione di quasi tutte le elezioni comunali (ininterrotta fino al 2017) confermarono Sesto San Giovanni come roccaforte storica della sinistra italiana.
Nel 1954 Sesto viene insignita del titolo di città
Negli anni del miracolo economico italiano Sesto ricomincia la sua espansione urbana e demografica e continua ad essere un importante centro economico; durante gli anni di piombo sarà lo scenario di alcune azioni e propaganda delle Brigate Rosse.

### Fine del XX e inizio del XXI secolo
La crescita economica prosegue fino alla crisi degli anni 1990, quando chiusero tutte le fabbriche storiche, ultima la Falck nel 1996. Sesto dovette così trasformarsi completamente da polo industriale a centro del terziario avanzato, fase ancora in corso con la riconversione delle aree prima occupate dalle fabbriche. Questa intensa opera di riqualificazione urbana, nonostante il coinvolgimento di famosi architetti come Renzo Piano, ha alimentato una rete di tangenti e di corruzione sulla quale ha indagato nel 2011 la magistratura delineando il cosiddetto "Sistema Sesto".

### Simboli
Stemma

Gonfalone civico

Lo stemma è stato riconosciuto con decreto del capo del governo del 3 luglio 1930.
(Art. 2, c. 3 dello Statuto comunale)
Lo stemma del comune si ispira al blasone della famiglia Puricelli Guerra (d'argento, al castello di rosso, torricellato di due, aperto e finestrato del campo), che diede nel tempo vari amministratori a questo Comune. Il compasso, che in passato veniva chiamato "sesto" per la sua capacità di dividere la circonferenza in sei parti, ha assonanza con il nome del comune.
Gonfalone
(Art. 2, c. 4 dello Statuto comunale)
Bandiera
(Art. 2, c. 5 dello Statuto comunale)

### Onorificenze
Sesto San Giovanni è tra le città decorate al valor militare per la guerra di Liberazione, insignita della medaglia d'oro al valor militare il 18 giugno 1971, per i sacrifici delle sue popolazioni, per la sua attività nella lotta partigiana durante la seconda guerra mondiale e per il tributo dei propri concittadini alla Resistenza:

## Monumenti e luoghi d'interesse

### Architetture religiose

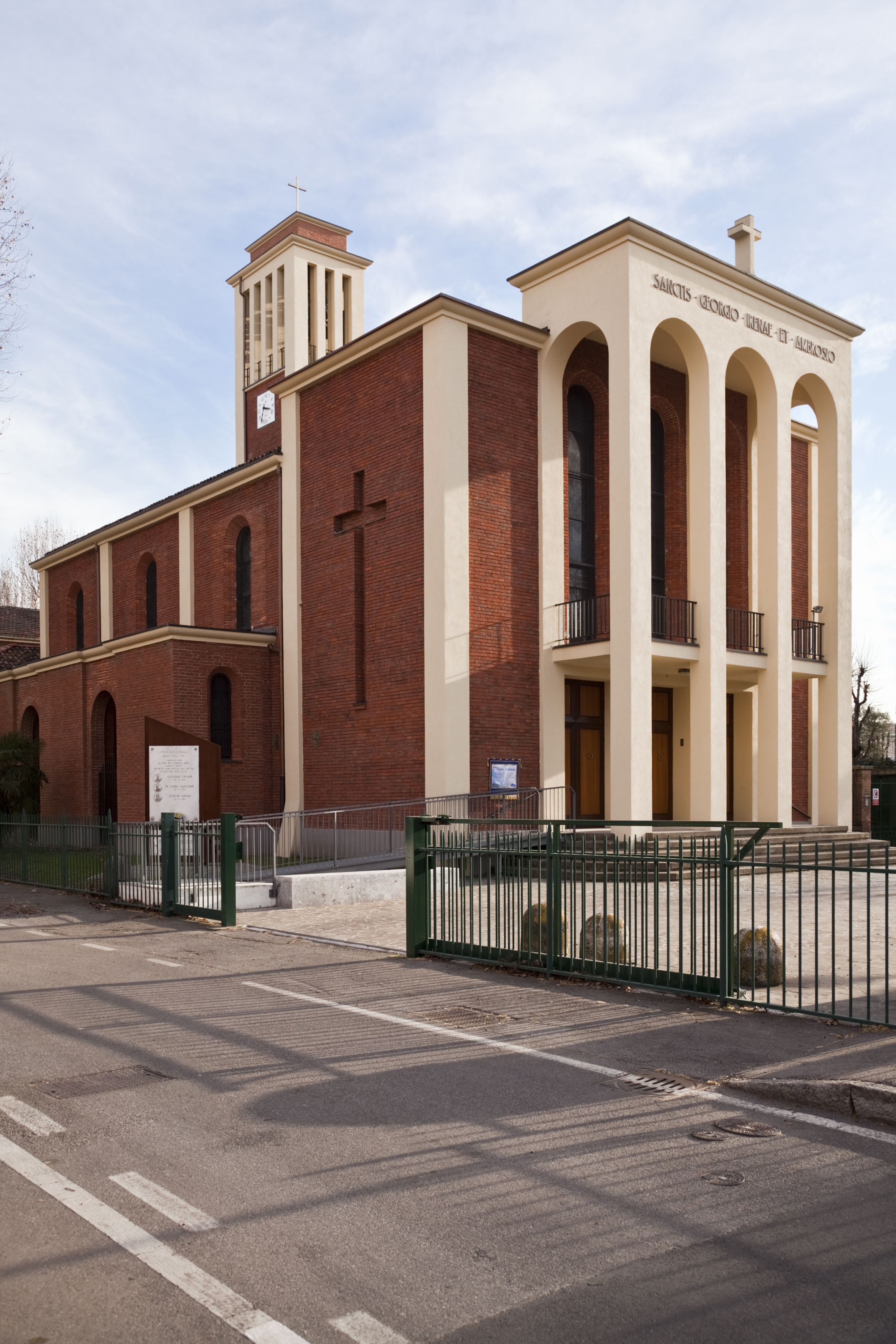
Chiesa di San Giorgio alle Ferriere presso il Villaggio Falck.

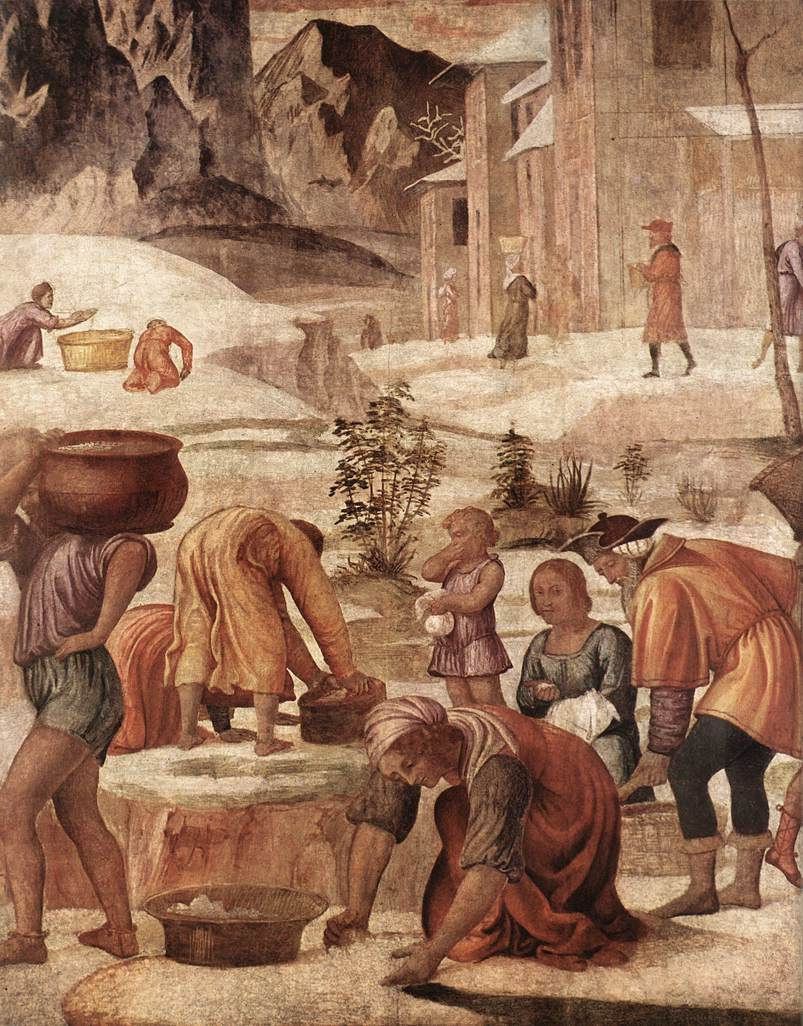
Bernardino Luini, Raccolta della manna, parte degli Affreschi di VIlla Pelucca (1520-1523).

- Basilica di Santo Stefano, elevata alla dignità di basilica minore da papa Giovanni Paolo II nell'agosto del 1991.[41]
- Chiesa di Santa Maria Assunta
- Chiesa di San Giuseppe
- Chiesa di Santa Maria Nascente e Beato Giovanni Mazzucconi
- Chiesa di San Giorgio alle Ferriere
- Chiesa della Resurrezione di Gesù
- Chiesa di San Giovanni Battista
- Chiesa di Santa Maria Ausiliatrice
- Chiesa di San Giovanni Bosco
- Chiesa del Ss. Redentore e San Francesco
- Chiesa di San Carlo Borromeo
- Monastero di San Nicolao

### Architetture civili

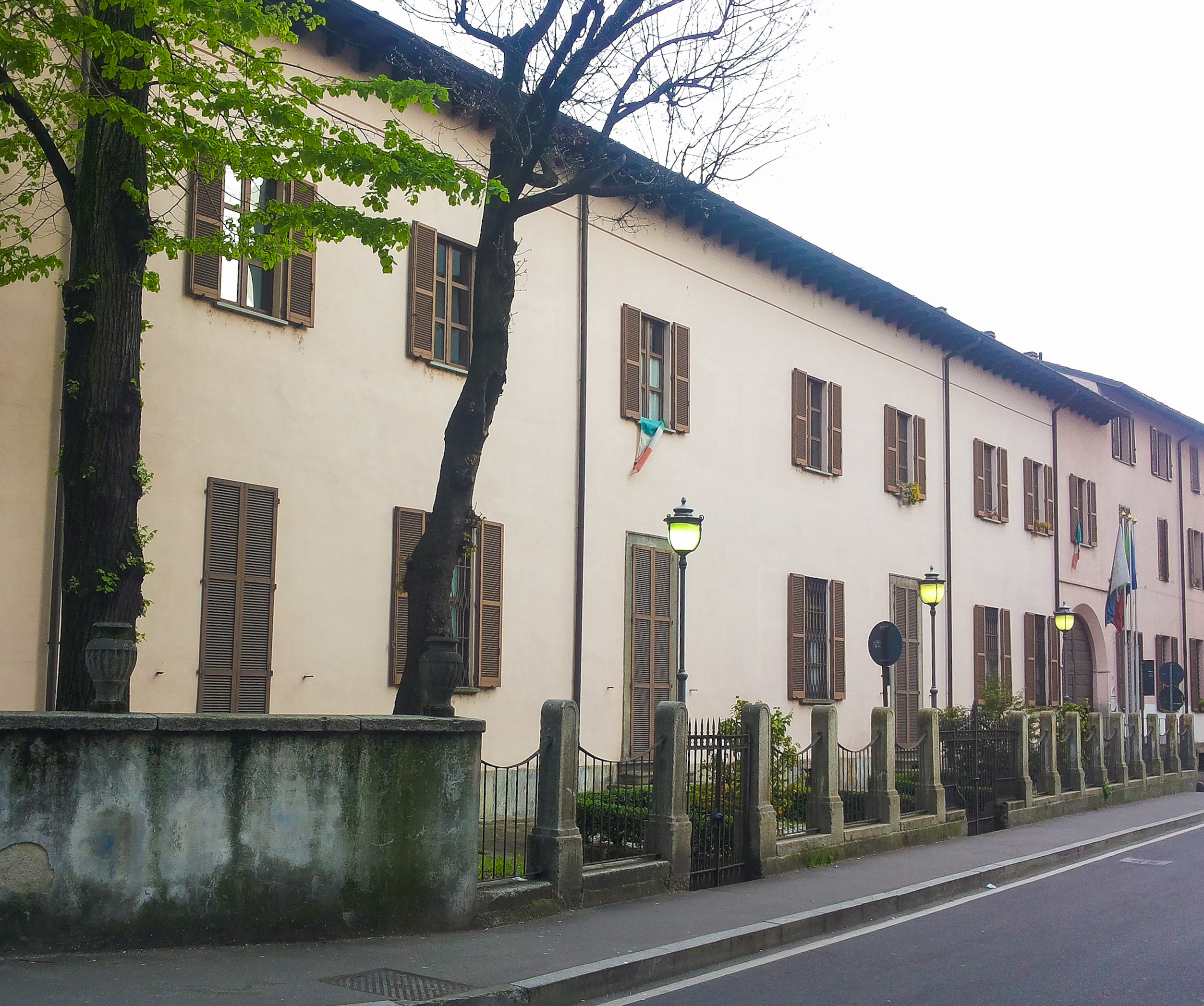
Facciata esterna della Villa Puricelli Guerra.

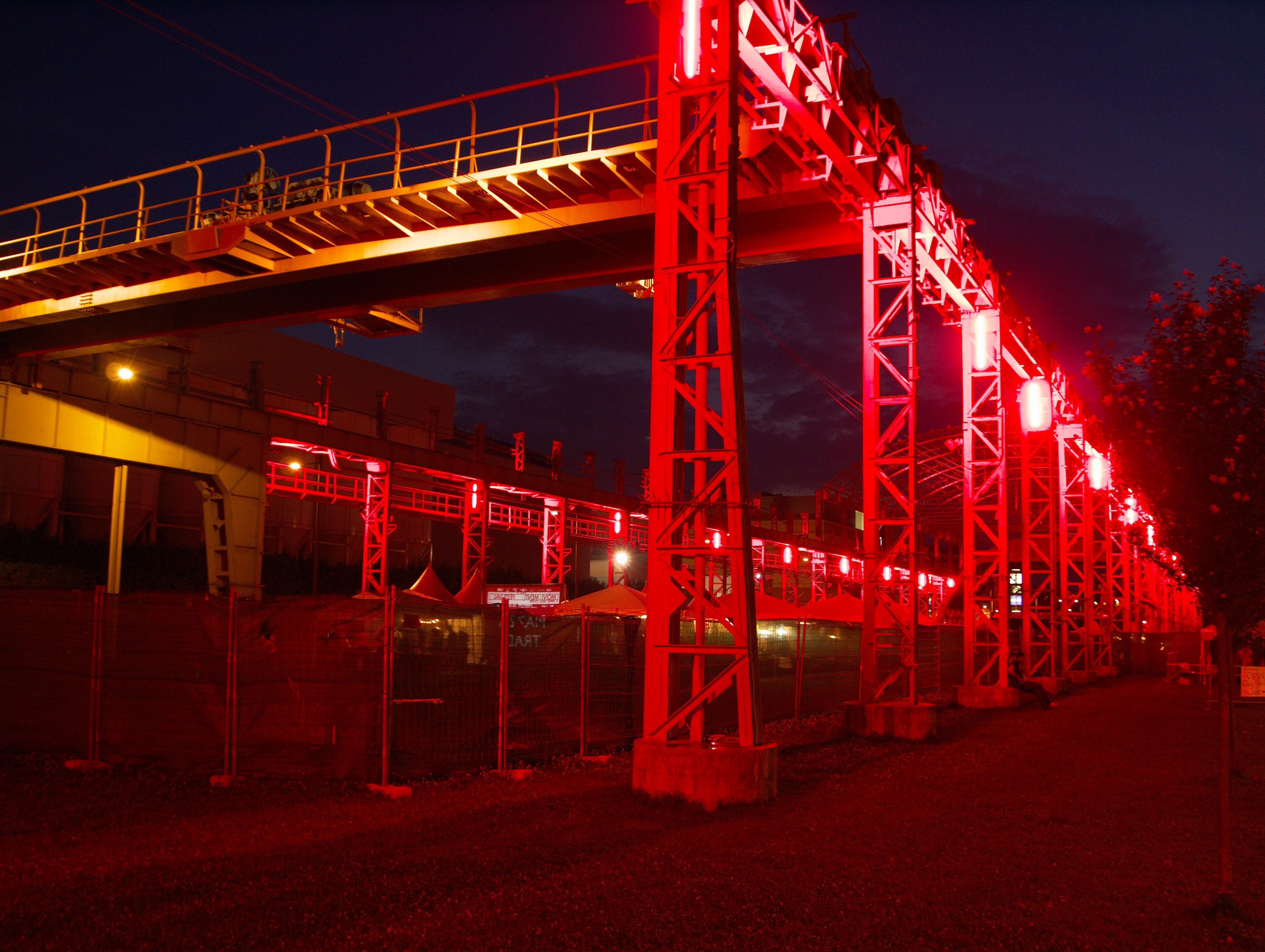
Il Carroponte di Sesto San Giovanni

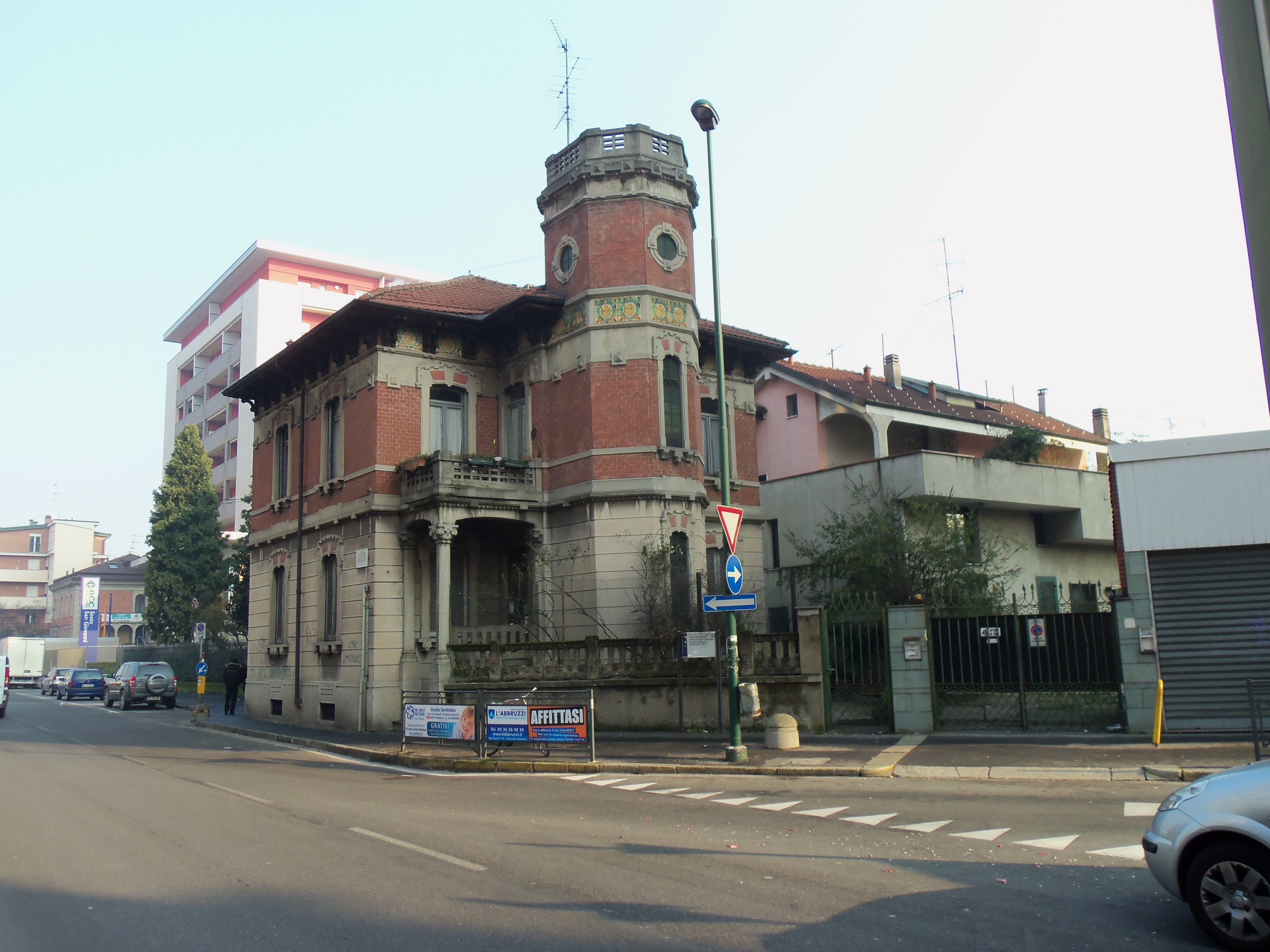
Villa situata lungo Viale Gramsci

#### Ville
Tra le più significative ville sestesi si segnalano:
- Villa Torretta (origini medievali), di proprietà, nel corso dei secoli, di nobili famiglie milanesi, nel 1903 viene acquistata dalla Società Breda; conserva interessanti affreschi; oggi è sede di un importante e rinomato hotel di lusso.
- Villa Pelucca (nucleo centrale medievale), acquistata all'inizio dell'Ottocento dalla nobile famiglia dei Puricelli Guerra; gli affreschi all'interno della cappella, di Bernardino Luini (1485 - 1532), sono oggi conservati in buona parte presso la Pinacoteca di Brera. Altre parti si possono invece trovare presso la Wallace Collection di Londra, al Museo del Louvre e al Museo Condé di Chantilly. La villa è oggi sede di una casa di riposo per anziani.
- Villa Visconti d'Aragona (inizi XVI secolo), ornata di affreschi, nel 1873 viene venduta alla famiglia De Ponti; ospitava anch'essa una filanda; oggi è sede della biblioteca centrale di Sesto San Giovanni.
- Villa Mylius (XVIII secolo), che ospita negli ultimi anni della sua vita il famoso astronomo Barnaba Oriani (1752 - 1832); è stata sede del Municipio dal 1921 al 1971, ed ora dell'ISEC.
- Villa Puricelli Guerra (nucleo centrale medievale), ospita dal 1832 la prima filanda impiantata a Sesto San Giovanni;
- Villa Campari, originariamente Casa Alta (fine XVIII secolo), voluta da una delle più illustri famiglie patrizie di Milano, gli Arese-Lucini.
- Villa Vigoni-Zoffa (inizi XVII secolo), di cui si possono ammirare solamente alcuni ruderi in un giardino pubblico;
- Villa Zorn (inizio XIX secolo), di proprietà della nobile famiglia Marzorati.
- Villa Gaslini (inizio XIX secolo), di proprietà della nobile famiglia dei Gaslini, oggi scomparsa.

#### Altri edifici e luoghi di interesse
- Il Villaggio Falck, villaggio operaio costruito dall'omonima fabbrica su un preesistente villaggio industriale, il Villaggio Attilio Franco del 1906.
- Il Municipio (1961-67) e il Monumento alla Resistenza, opere di Piero Bottoni.
- La sede storica della Campari, di cui rimane la sola facciata, è stata ammodernata a partire dalla seconda metà degli anni novanta, su progetto dell'architetto Mario Botta, ed è diventata la Galleria Campari.[42]
- Il Monumento al Deportato, opera dell'architetto Lodovico Barbiano di Belgiojoso presso il Parco Nord Milano.
- Il Parco archeologico industriale ex-Breda, un museo diffuso sul territorio che un tempo ospitava gli stabilimenti tra Sesto e Milano. Ne fanno parte il Museo dell'industria e del lavoro[43] (Spazio MIL) e l'Archivio Giovanni Sacchi (chiusi però nel 2020[44]), il Carroponte, una Locomotiva Breda 830 e un maglio a vapore della Breda dalla potenza di 1500 kg/m[45].

### Musei
La città ospita l’Archivio Giovanni Sacchi, dedicato all’omonimo designer italiano. L’Archivio è stato fortemente voluto dal Comune e dalla Fondazione ISEC e contiene i materiali donati alla città nel 1999; contiene più di 400 modelli e prototipi di pezzi di design, migliaia di disegni, documenti e immagini autografe. L'Archivio fa parte del Circuito Lombardo dei Musei del Design.

### Aree naturali
Al confine con i comuni di Bresso, Cinisello Balsamo e Milano sorge il Parco Nord Milano, vasto parco (circa 600 ettari), dal 1975 parco regionale della regione Lombardia.
Lungo l'asta del Lambro, che scende da Monza toccando Brugherio e Cologno Monzese è situato il Parco Media Valle del Lambro, di rilevanti contenuti naturalistici, ma soprattutto di archeologia industriale. Sesto è il comune capofila del consorzio che lo gestisce.

## Società

### Evoluzione demografica
Abitanti censiti

### Etnie e minoranze straniere
Secondo le statistiche ISTAT  al 31 dicembre 2022 la popolazione straniera residente nel comune metropolitano era di 13.067 persone, pari al 16,42% della popolazione.

## Cultura

### Istruzione

#### Biblioteche
Il sistema bibliotecario sestese aderisce al Consorzio Sistema Bibliotecario Nord-Ovest. In città sono presenti tre biblioteche e una fototeca:
- Biblioteca Centrale Pietro Lincoln Cadioli, con sede nella Villa Visconti d'Aragona, dispone di 60.000 volumi
- Biblioteca Karl Marx, in zona periferica
- Biblioteca dei Ragazzi, in piazza Oldrini
- Civica Fototeca Nazionale Tranquillo Casiraghi[49]

#### Scuole
Il sistema scolastico di Sesto San Giovanni si divide in sette comprensori che raggruppano e amministrano dodici scuole dell'infanzia, dieci scuole primarie e otto scuole secondarie di primo grado statali. A queste si aggiungono quattro scuole secondarie di secondo grado e diverse scuole paritarie di tutti i gradi.

#### Università
Sesto San Giovanni ospita alcuni istituti dell'Università degli Studi di Milano: il polo di Mediazione Interculturale e Comunicazione.

### Istituto per la storia dell'età contemporanea

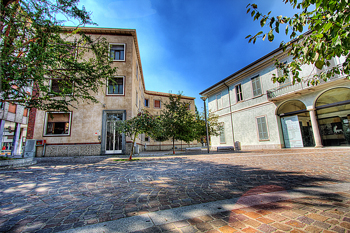
Esterno della sede della Fondazione ISEC a Sesto San Giovanni

L'Istituto per la storia dell'età contemporanea è uno dei più importanti d'Italia per la raccolta di archivi di imprese industriali.

### Media

#### Stampa
- SestoWeek, settimanale del gruppo Netweek
- Sesto Notizie
- Il Corriere di Sesto
- Lo Specchio di Sesto San Giovanni
- Nuovasesto (pubblicazioni cessate)
- Il Giorno - edizione Sesto, Cinisello e Nord Milano -
- Il Gazzettino di Sesto

### Eventi
- Concorso canoro nazionale "Una voce per Sesto" - si svolge ogni anno nel mese di maggio, www.unavocepersesto.it.

## Geografia antropica

### Suddivisioni amministrative
Il territorio di Sesto San Giovanni è suddiviso in cinque circoscrizioni (o quartieri):
- Circoscrizione 1 - Rondò Torretta
- Circoscrizione 2 - Rondinella, Baraggia, Restellone
- Circoscrizione 3 - Isola del Bosco, delle Corti
- Circoscrizione 4 - Pelucca, villaggio Falck
- Circoscrizione 5 - Dei Parchi, Cascina de' Gatti, Parpagliona

## Economia
Dal Medioevo al XIX secolo Sesto era un borgo contadino con grandi cascine. È nel 1840 che aprono le prime filande Sestesi, che alla fine del secolo occupano circa 800 persone. Ed è a cavallo tra Ottocento e Novecento che comincia l'industrializzazione sestese: alcuni imprenditori milanesi (Breda, Camona, Marelli, Spadaccini) hanno necessità di spostare dal capoluogo lombardo i propri stabilimenti e Sesto fa al caso loro: il territorio sestese offre ampi spazi per imprese sempre più grandi e moderne, terreni a prezzi più bassi e di ottima qualità perché lontani dalle marcite della bassa milanese; frequenti e comodi collegamenti con Milano grazie alla tramvia e grazie a ferrovia e scalo merci venivano raggiunte le regioni del centro Europa. Le aziende che iniziano le attività produttive a Sesto San Giovanni necessitano di manodopera in abbondanza e gran parte dei primi operai sono pendolari che dal Lecchese, dal Comasco, dal Bresciano e dal Bergamasco arrivano a Sesto grazie alla ferrovia. Da Milano invece, arrivano in tram i tecnici che studiano e progettano i futuri stabilimenti produttivi.

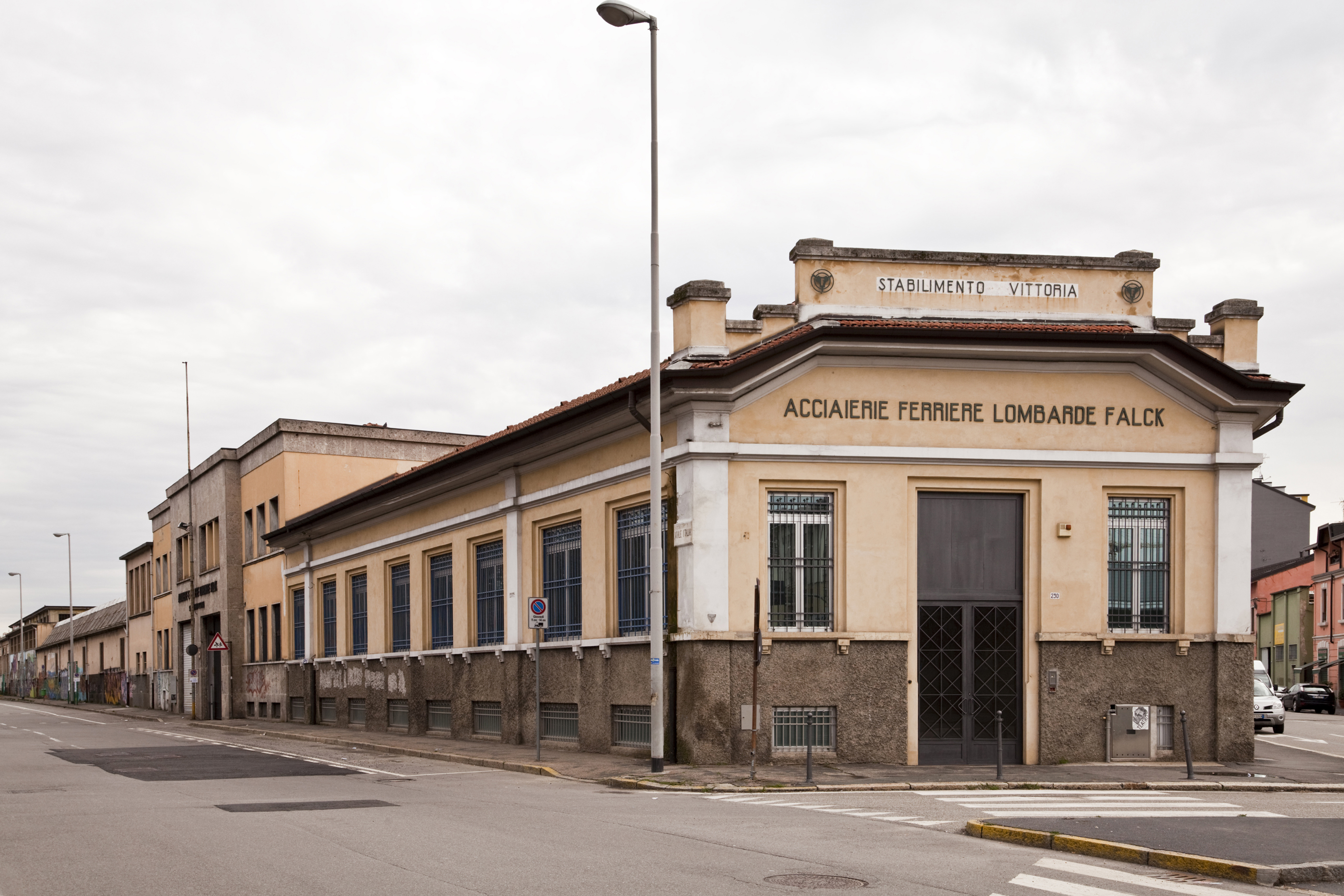
Lo Stabilimento Vittoria delle Acciaierie e Ferriere Lombarde Falck.

Con le prime fabbriche vi è anche un notevole incremento della popolazione: nel 1901 gli abitanti sono 6.952, dieci anni dopo raggiungono le 13.667 unità. Questo aumento favorisce, parallelamente, lo sviluppo urbanistico della città: tra il 1903 e il 1911 nasce la Sesto nuova, a ovest della ferrovia, attorno al Rondò. Alcuni degli imprenditori che a Sesto hanno partecipato all'industrializzazione contribuiscono in modo determinante alla crescita urbanistica della cittadina. Ernesto Breda e Luigi Spadaccini, tra le attuali vie Rovani, Cattaneo e Carducci costruiscono diverse case d'abitazione per i propri operai e impiegati. La Falck costruisce il Villaggio Falck, ampliando l'originario villaggio operaio delle fonderie Attilio Franco. Questa tendenza perdura sino al 1940 circa: per poter avere a disposizione manodopera stabile vengono costruiti alloggi e stabili abitativi da diverse imprese sestesi, come ad esempio Osva, Gabbioneta ed Ercole Marelli.
Nei primi 20 anni del Novecento aprono a Sesto San Giovanni moltissime imprese: nel 1903 la Breda e lo stabilimento Campari; due anni dopo è la volta della Ercole Marelli, delle Edizioni Madella, delle fonderie di ghisa di Attilio Franco e di Luigi Balconi, dello stabilimento delle Pompe Gabbioneta e delle corderie Luigi Spadaccini. Nel 1906 aprono gli stabilimenti delle Acciaierie e Ferriere Lombarde Falck e nel 1910 la Società italiana dei prodotti alimentari Maggi.

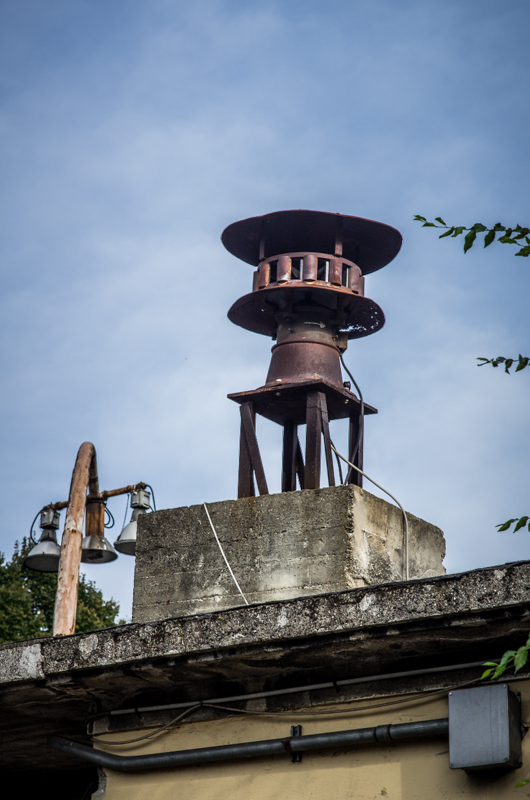
La sirena dello Stabilimento Unione della Falck, che per anni ha scandito i tempi della città.

Dal 1922 al 1930 l'industria sestese vede un lungo periodo di ripresa dopo la crisi economica dovuta al primo conflitto mondiale. Le imprese si consolidano, vengono rinnovati i macchinari, ampliata e diversificata la produzione. Nasce tra gli altri lo stabilimento B (accumulatori) della Magneti Marelli, nel 1927. La grande depressione del 1929 ha ripercussioni sull'economia italiana a partire dall'anno successivo. A Sesto la crisi si traduce in licenziamenti e tagli ai salari. L'economia riparte intorno al 1935, in concomitanza con la guerra d'Etiopia e con l'appoggio dell'Italia fascista alle truppe di Franco in Spagna, quando l'industria sestese si converte (nuovamente) alla produzione di armi. Tra il 1936 e il 1942 Sesto San Giovanni vede l'insediamento sul territorio di diverse piccole e medie imprese meccaniche ed elettromeccaniche. La popolazione cresce: nel 1940 si contano circa 40.000 abitanti.
Negli anni del fascismo e della seconda guerra mondiale le condizioni di vita nelle fabbriche sono sempre più difficili a causa anche della decisione governativa di militarizzare i lavoratori: con il pessimo andamento del conflitto in corso aumenta l'inflazione e gli stipendi non crescono di conseguenza, scarseggia il cibo e prende piede il mercato nero. Tra il 1942 e il 1943 avvengono i primi scioperi spontanei che culmineranno con gli scioperi del marzo 1943, quando incrocia le braccia l'intero reparto Bulloneria dello stabilimento Concordia della Falck, dando inizio agli scioperi di marzo nell'area milanese. In seguito, si fermano altri stabilimenti Falck, la Ercole Marelli, la Pirelli e i reparti siderurgica e aeronautica della Breda. Le autorità arrestano decine di lavoratori. 
Il crollo del regime nazi-fascista, nel luglio 1943, è accompagnata da grandi manifestazioni di gioia da tutti i lavoratori delle fabbriche di Sesto San Giovanni. Durante i 45 giorni del governo Badoglio non si fermano le agitazioni operaie che hanno due obiettivi principali: far cessare la guerra e ottenere tutte le libertà democratiche.
Terminata la guerra e la resistenza, Sesto si trova in problemi molto gravi dal punto di vista economico e sociale: vi è innanzitutto una grave carenza di cibo e alcuni magazzini statali vengono requisiti, coloro che nascondono derrate alimentari per la borsa nera sono perseguiti. Nello stesso tempo vengono realizzate aziende agricole sui terreni liberi di alcune grandi imprese che hanno sede a Sesto. La città sembra così superare il momento più difficile. Un altro grosso problema è quello del lavoro: le fabbriche di Sesto, a eccezione per la Breda, non hanno subito pesanti bombardamenti, ma sono comunque in ginocchio: tutte hanno prosperato grazie alla produzione di armamenti e ora i loro organici si sono ingigantiti. Dopo un primo tentativo, poi fallito, da parte dei sindacati e delle organizzazioni dei lavoratori, di contribuire alla riconversione della produzione mantenendo i livelli occupazionali, l'iniziativa torna nelle mani delle imprese e dei proprietari, che attuano decise politiche di risanamento e ristrutturazione con costi sociali altissimi. Tra il 1949 e il 1951 vengono licenziati migliaia di lavoratori sestesi, nonostante le aspre lotte di difesa dell'occupazione da parte degli operai. Nello stesso periodo, grazie al sostegno statale che utilizza i fondi del Piano Marshall, vengono rinnovati gli impianti e i macchinari e vengono tagliati alcuni settori produttivi: il caso più eclatante è quello della Breda che dismette la produzione aeronautica.
A partire dal 1953 e fino al 1962 le industrie sestesi partecipano al miracolo economico italiano: aumenta la produzione e nasce un mercato di beni di consumo di massa (radio, televisioni, frigoriferi, automobili etc.). Imprese quali Breda, Ercole e Magneti Marelli, Osva lanciano nuovi prodotti che ottengono considerevoli successi. È questo il periodo in cui si rafforza il mito di Sesto San Giovanni come "città delle fabbriche" o "piccola Manchester". Ovunque sul territorio fioriscono nuove imprese e tra il 1954 e il 1963 le aree territoriali destinate all'industria crescono del 35,6%. Dall'inizio degli anni sessanta sino a metà anni settanta, diversi eventi hanno un forte impatto sulle aziende sestesi: tutto il paese conosce la recessione economica, dal 1968 c'è una contrazione dell'elettromeccanico e della meccanica pesante, dal 1971 la crisi della siderurgia mondiale e infine la crisi energetica, nel 1974. Le aziende sestesi fronteggiano queste difficoltà riducendo drasticamente il personale e varando radicali piani di ristrutturazione e riorganizzazione aziendali.
Quegli degli anni settanta sono solo i prodromi di ciò che inevitabilmente succederà a partire dagli anni ottanta, quando le grandi imprese sestesi cominciano a chiudere i battenti. Nel 1983 chiude la Ercole Marelli, l'anno successivo è la volta della Magneti Marelli. Negli stessi anni Breda e la Falck affrontano le difficoltà dei settori produttivi in cui sono impegnate: meccanica pesante, siderurgia, nucleare. Si susseguono chiusure di stabilimenti, reparti e riduzioni di personale. Nei primi anni novanta anche le due più grandi imprese storiche di Sesto San Giovanni mettono la parola fine alla loro quasi centenaria storia produttiva.
Negli anni novanta avviene la cosiddetta "terziarizzazione" di Sesto e molte sono le aziende nazionali ed internazionali che scelgono la città per insediare le loro sedi o filiali. Tra queste, Alitalia, Oracle, Wind, Epson, ABB e Alstom.

## Infrastrutture e trasporti

### Strade

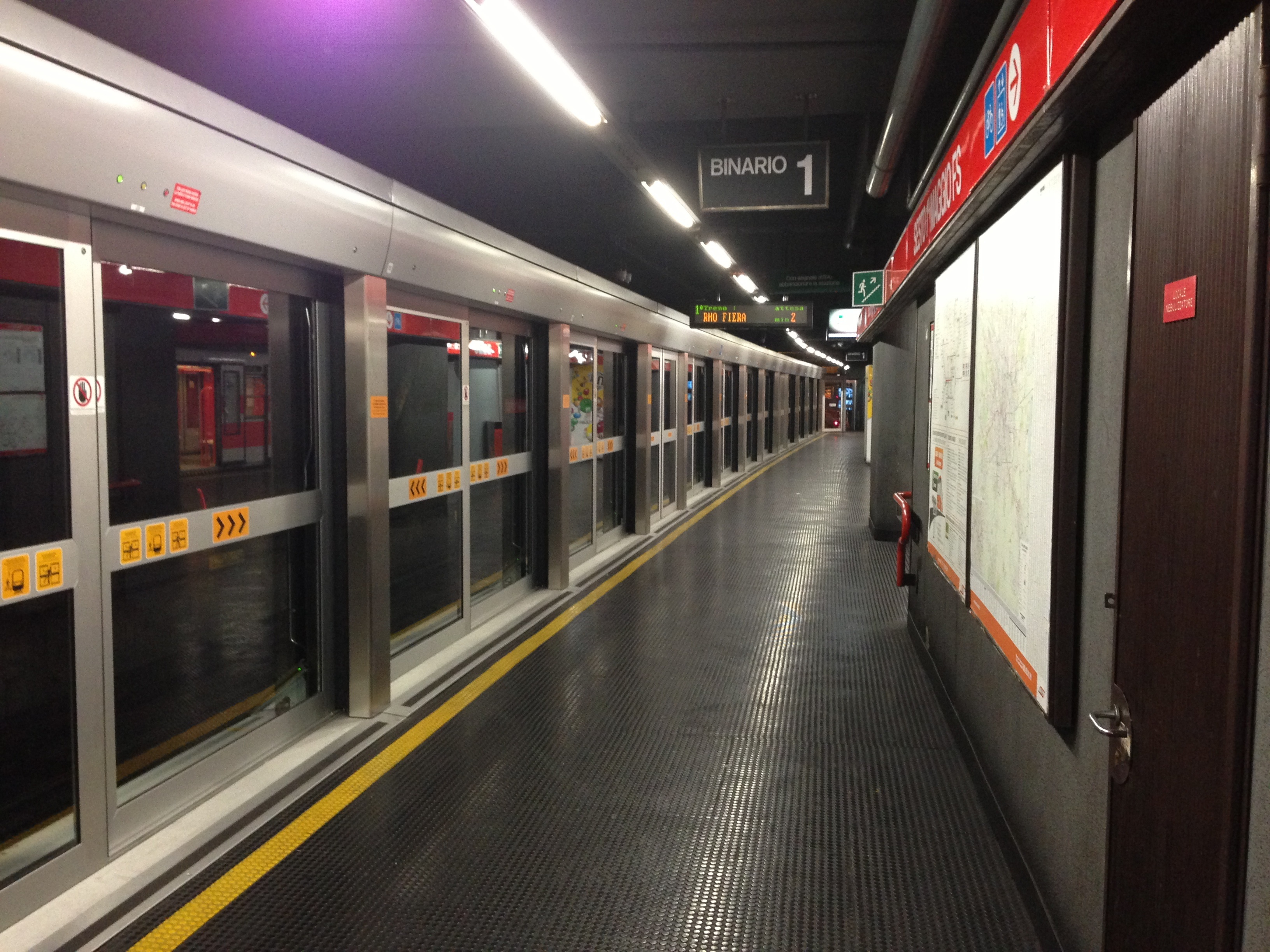
La banchina del binario 1 della stazione di Sesto 1º Maggio FS della metropolitana.

Sesto San Giovanni è servita dall'autostrada A4 Torino-Venezia (nel tratto Milano-Bergamo), dalla tangenziale Nord di Milano (A52) e dalla tangenziale Est di Milano (A51). È lambita dalla strada statale 36 che la collega con Lecco e Sondrio.

### Ferrovie
La stazione di Sesto San Giovanni è servita dai treni delle linee del servizio ferroviario suburbano di Milano (linee S7, S8, S9, e S11) e dai treni regionali della linea Milano Porta Garibaldi–Carnate–Bergamo. Nel piazzale esterno è presente il capolinea degli autobus interurbani. La stazione interscambia inoltre con la fermata Sesto 1º Maggio FS della linea M1 della metropolitana di Milano, che dispone di fermate in territorio comunale anche in piazza IV Novembre (Sesto Rondó M1) e in Viale Marelli angolo viale Edison (Sesto Marelli M1). È inoltre in costruzione un ulteriore fermata della M1, sita in viale Gramsci (Sesto Restellone M1), parte del prolungamento Sesto 1º Maggio FS - Monza Bettola.

## Amministrazione

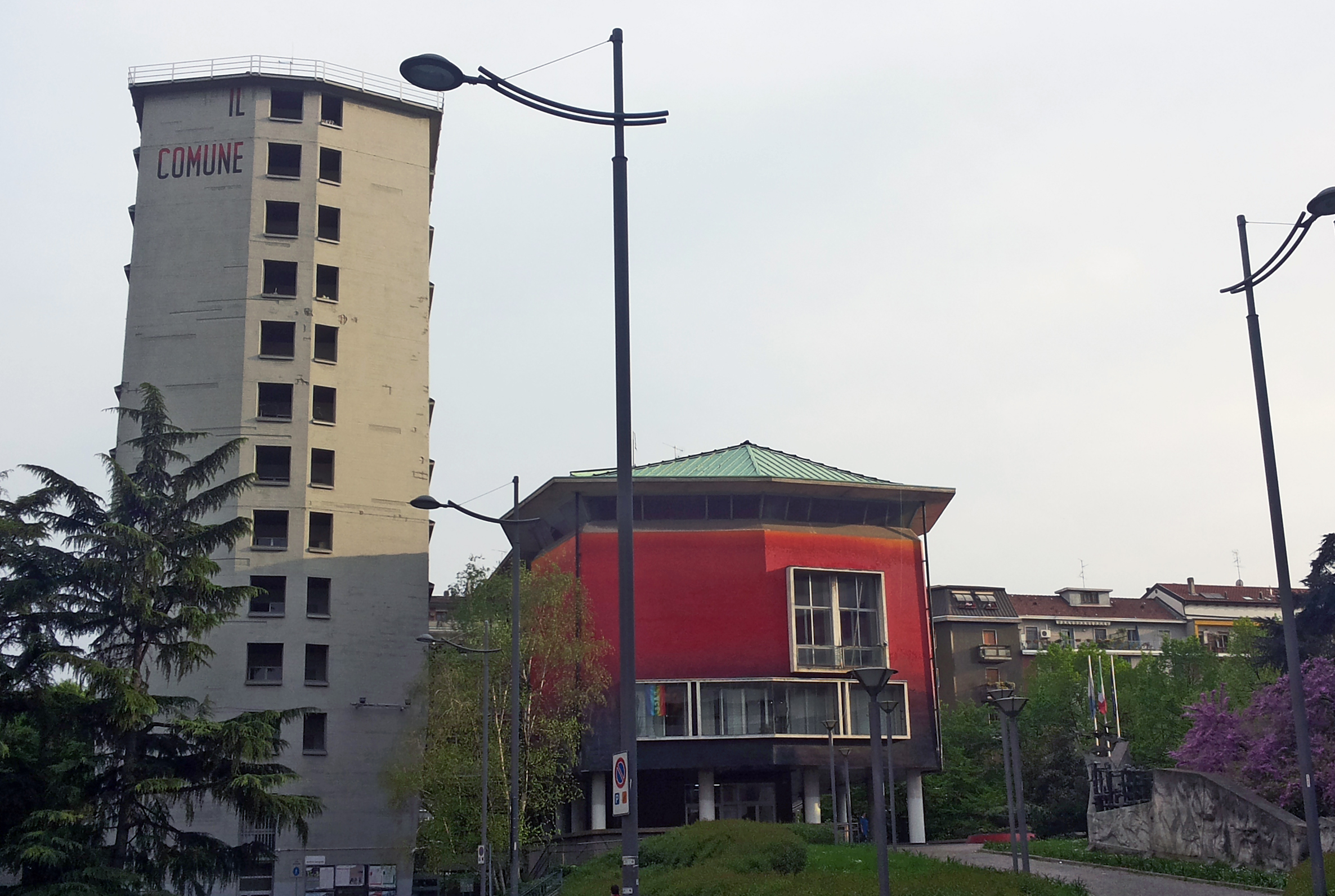
Il Municipio, opera di Piero Bottoni

### Gemellaggi
Sesto San Giovanni è gemellata con:
- Saint-Denis, dal 1961
- Zlín, dal 1966
- Terlizzi, dal 10 settembre 1979 per il gran numero di terlizzesi residenti in città[senza fonte]
- Santo André, dal 1997
- Casa de las Américas

Sesto San Giovanni ha stretto "Patti di amicizia" con:
- Langenstein, dal 1999
- Goražde, dal 2007
- Goiânia[senza fonte]
- Campinas[senza fonte]

## Sport

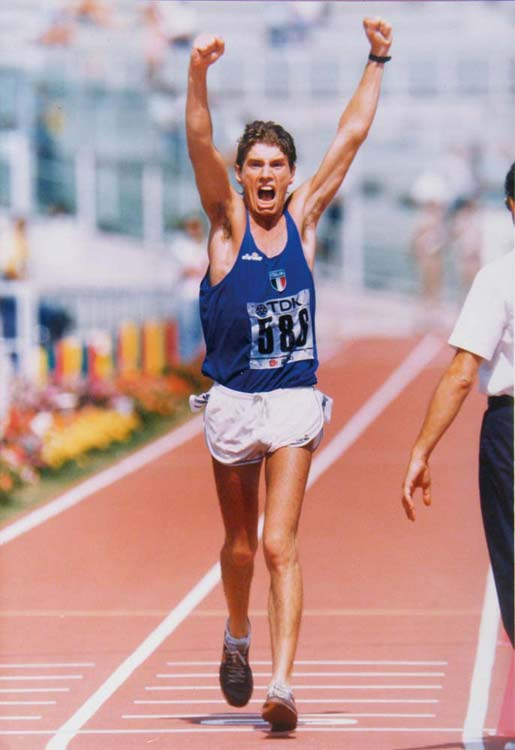
Raffaello Ducceschi all'arrivo di Roma 1987.

La città può vantare una tradizione sportiva avvalorata dalla presenza di alcune società che hanno militato nei più alti livelli delle specialità a livello nazionale. Tra le varie realtà si annoverano società singole e polisportive, impegnate negli sport individuali e di squadra, tra le quali la polisportiva GEAS ha ottenuto i migliori risultati nelle specialità sportive sia nel settore maschile che in quello femminile.
A Sesto San Giovanni ha sede la società Pro Sesto, fondata nel 1913, militante in Serie C.
Le Società di pallacanestro che hanno sede nel Comune sono: la POSAL, fondata nel 1955 che partecipa al campionato regionale di Serie C Gold e la Rondinella Basket, fondata nel 1963 che dalla stagione 2015/2016 disputa il campionato di Serie C Silver. Nel basket femminile Sesto è rappresentata dal Geas Basket, la società sportiva più gloriosa della città, che milita in Serie A1 e nella sua bacheca può vantare otto scudetti e una Coppa dei Campioni vinta nel 1978.
Il primo maggio si disputa la gara di marcia Coppa Città di Sesto San Giovanni, in cui gareggiano molti dei migliori marciatori internazionali.

## Nella cultura di massa
- A Sesto San Giovanni sosta Renzo Tramaglino, dopo aver lasciato il Lazzaretto di Milano[60]:

(Alessandro Manzoni, I promessi sposi, Cap. XXXVII)
- Nel XVIII secolo il poeta Vincenzo Monti, che frequentava Sesto in villeggiatura, le dedicò questi versi:

- Nel 1993 i Gang incidono una canzone dal titolo Sesto San Giovanni nell'album Storie d'Italia
- Nel 2010 la band alternative rock Motel 20099 pubblica l’album "Romanticismo dalla periferia per giovani teppisti" in cui è incluso il brano Sesto San Giovanni
- A Sesto San Giovanni sono state girate alcune scene significative dei film La notte (1961) di Michelangelo Antonioni, Tutto a posto e niente in ordine (1974) di Lina Wertmüller e Romanzo popolare (1974) di Mario Monicelli
- Sesto San Giovanni è citata nel film Gerarchi si muore (1961), è inoltre citata nel film Boccaccio '70 (1962), all'interno del terzo episodio diretto da Luchino Visconti, per bocca della protagonista (Romy Schneider): "Cercherò di spiegare a lei quello che dicevo a un tale di Sesto San Giovanni, ieri pomeriggio..."
- Nel romanzo del 1973 di Giuseppe Berto Oh, Serafina! la FIBA (Fabbrica Italiana Bottoni e Aeroplani), fabbrica dello stravagante protagonista, viene aperta nei pressi di Sesto